# Myosoricinae
Myosoricinae — підродина мідицевих. Вони утворюють один із трьох основних типів землерийок, два інші – це червонозуба землерийка та білозуба землерийка. Вони єдині з трьох, які зустрічаються виключно на південь від пустелі Сахара.
Підродина налічує три роди і 25 видів:
- підродина Myosoricinae
  - рід Congosorex
    1. вид Congosorex phillipsorum
    2. вид Congosorex polli
    3. вид Congosorex verheyeni

  - рід Myosorex
    1. вид Myosorex babaulti
    2. вид Myosorex blarina
    3. вид Myosorex bururiensis
    4. вид Myosorex cafer
    5. вид Myosorex eisentrauti
    6. вид Myosorex geata
    7. вид Myosorex gnoskei
    8. вид Myosorex jejei
    9. вид Myosorex kabogoensis
    10. вид Myosorex kihaulei
    11. вид Myosorex longicaudatus
    12. вид Myosorex meesteri
    13. вид Myosorex okuensis
    14. вид Myosorex rumpii
    15. вид Myosorex schalleri
    16. вид Myosorex sclateri
    17. вид Myosorex tenuis
    18. вид Myosorex varius
    19. вид Myosorex zinki

  - рід Surdisorex
    1. вид Surdisorex norae
    2. вид Surdisorex polulus
    3. вид Surdisorex schlitteri